# Milinów
Milinów – wieś w Polsce położona w województwie wielkopolskim, w powiecie tureckim, w gminie Władysławów. Wieś sąsiaduje ze Skarbkami (wschód), Natalią (północ), Stefanią (zachód) i Russocicami (południe).
W latach 1946–1975 miejscowość administracyjnie należała do województwa poznańskiego, w latach 1975-1998 do województwa konińskiego, od roku 1998 jest częścią województwa wielkopolskiego.
Milinów należy do parafii rzymskokatolickiej św. Michała Archanioła w Russocicach. Mieszkający w Milinowie do roku 1946 ewangelicy niemieckiego pochodzenia należeli do parafii ewangelicko-augsburskiej we Władysławowie.

## Historia

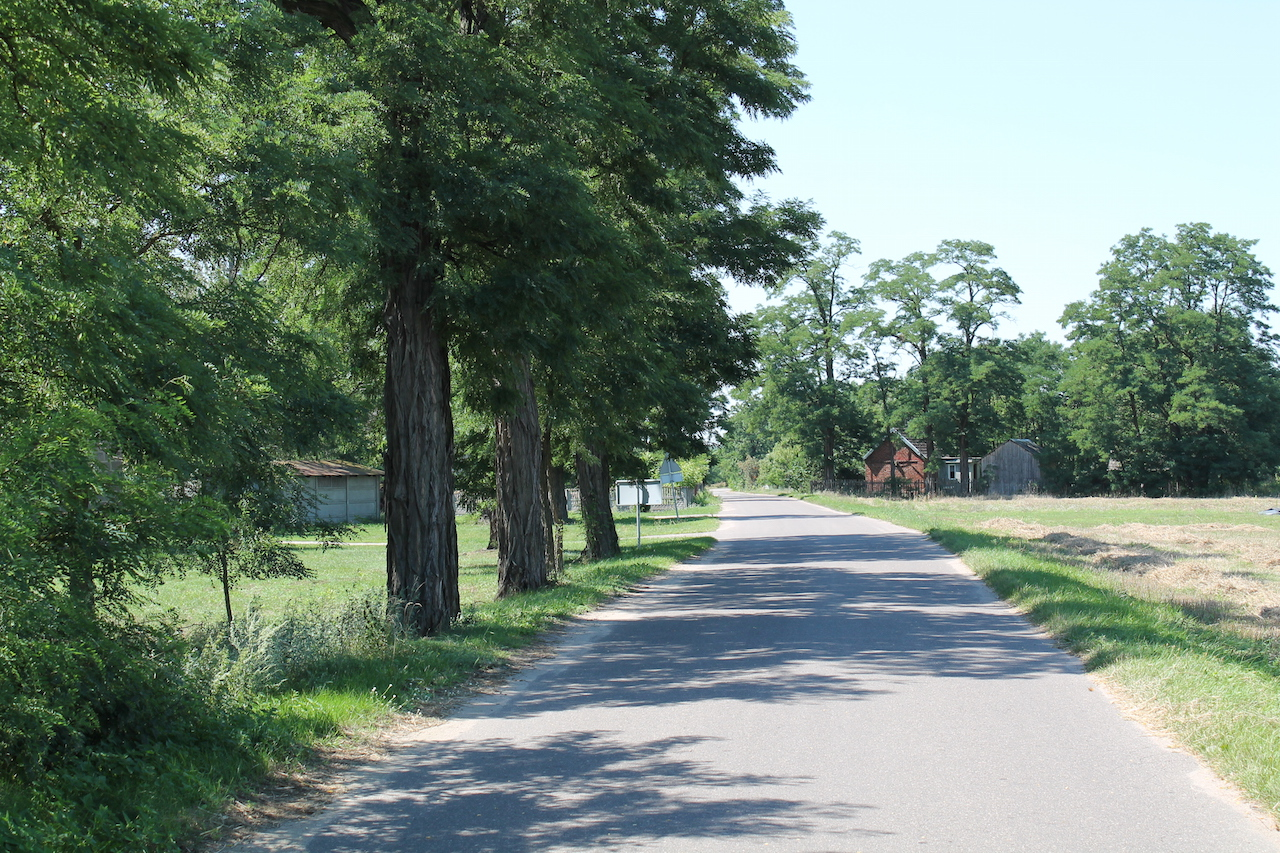
Droga przez Milinów w stronę zachodnią

Milinów założony został przez Józefa Kalasantego Stanisława Gurowskiego w roku 1838 na ziemiach wsi Russocice wzdłuż dwóch strug płynących w kierunku zachodnim i wpadających do strugi Topiec. Wieś stopniowo zasiedlana była niemieckimi rolnikami. W roku 1855 do władysławowskiej parafii ewangelickiej należały z Milinowa 24 rodziny i 100 „dusz”. W roku 1885 kolonia Milinów liczyła 25 domów i 196 mieszkańców. W okresie międzywojennym większość mieszkańców stanowili Niemcy (m.in. rodziny Baber, Bück, Haase, Janecke, Kepert, Schmidt, Sommerfeldt). Z Milinowa pochodził Wilhelm Jeske, członek kolegium parafii ewangelicko-augsburskiej we Władysławowie. W czasie II wojny światowej i do roku 1946 niemieccy mieszkańcy opuścili miejscowość.

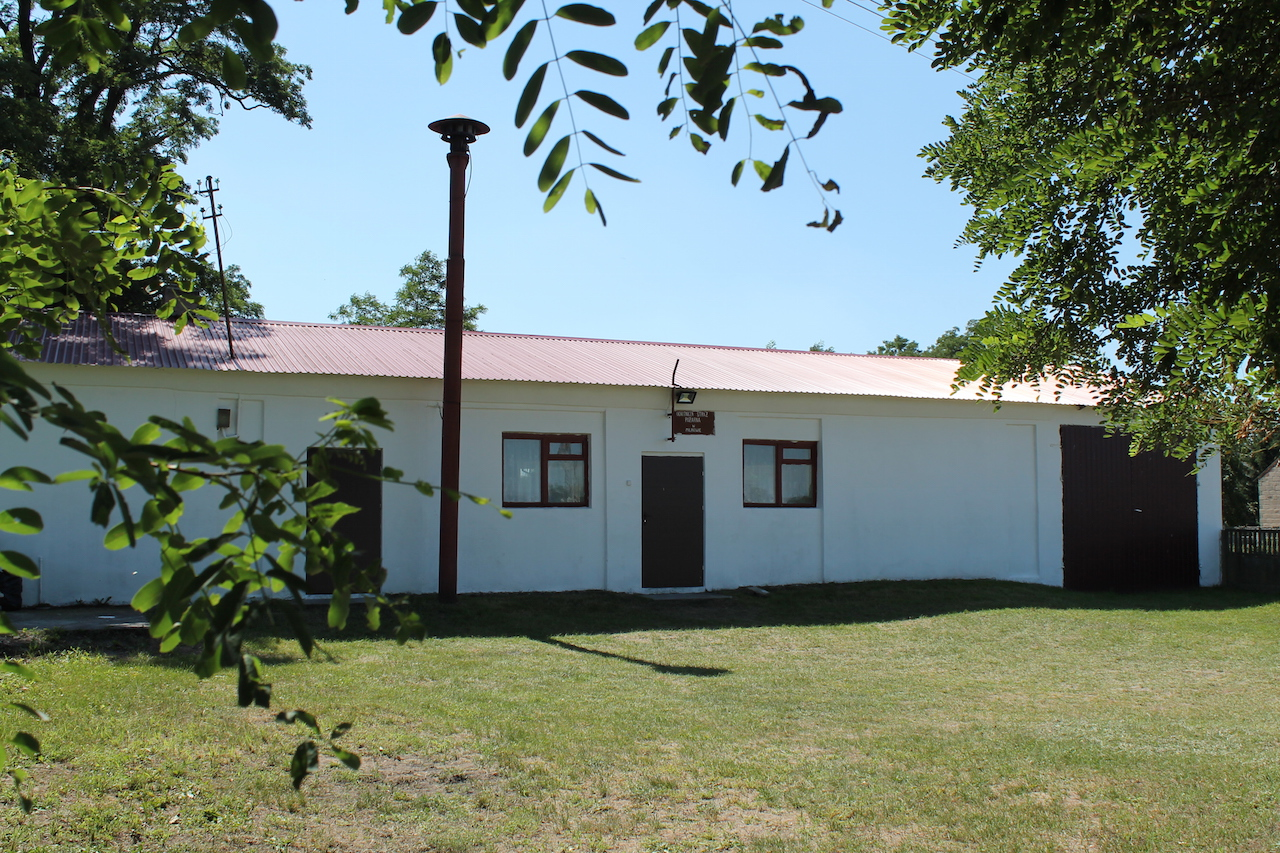
Remiza OSP w Milinowie

W 1923 roku w Milinowie powstała jednostka Ochotniczej Straży Pożarnej działająca do dzisiaj, której długoletnimi naczelnikami byli m.in. Paweł Drzewiecki i Wacław Jasnowski. Obecnym naczelnikiem OSP w Milinowie jest Wojciech Drzewiecki.
W 1988 zachodnie tereny wioski wraz z zabudowaniami stały się częścią głównego wkopu Kopalni Węgla Brunatnego „Adamów” odkrywki Władysławów, w późniejszych latach przez kopalnię zajęte zostały także południowe tereny wsi od strony Russocic. Na skutek wysiedleń mieszkańców w latach 80. i 90. XX wieku liczba ludności spadła do 109 w roku 2000. Efektem działań kopalni są zasypane naturalne cieki wodne i zalesienia. Po zakończeniu wydobywania węgla bruntanego pomiędzy Milinowem a Russocicami utworzono sztuczne jezioro. 

## Gospodarka

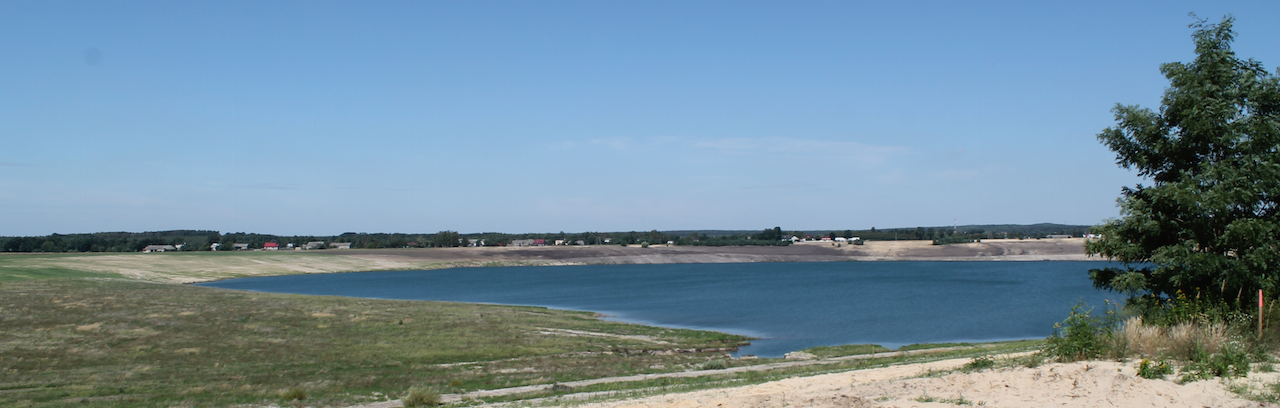
Jezioro, w tle Milinów

Milinów od założenia był wioską rolniczą. W II połowie XX w. największym pracodawcą była Kopalnia Węga Bruntanego „Adamów” (szczególnie odkrywka Władysławów) oraz przedsiębiorstwa przemysłowe z Turku, głównie kopalnia, elektrownia Adamów i przedsiębiorstwa włókiennicze.
Obecnie w Milinowie działa kilkanaście firm świadczących usługi transportowe, budowlane, elektryczne, handlu produktami rolnymi i przemysłowymi, blacharstwa samochodowego, architektury ogrodowej, usług leśnych, gastronomiczne, rachunkowe. 